# Caribische scherpsnuithaai
De Caribische scherpsnuithaai (Rhizoprionodon porosus) is een vis uit de familie van roofhaaien (Carcharhinidae), orde grondhaaien (Carcharhiniformes), die voorkomt in het westen van de Atlantische Oceaan, het zuidwesten van de Atlantische Oceaan, de Grote Oceaan.

## Beschrijving
De Caribische scherpsnuithaai kan een maximale lengte bereiken van 110 centimeter.

## Leefwijze
De Caribische scherpsnuithaai komt zowel in zoet-, zout- als brakwater voor en is gebonden aan tropisch water. De soort is voornamelijk te vinden in zeeën en koraalriffen. De diepte waarop de soort voorkomt is maximaal 500 meter onder het wateroppervlak.
Het dieet van de vis bestaat hoofdzakelijk uit dierlijk voedsel (macrofauna).

## Relatie tot de mens
De Caribische scherpsnuithaai is voor de visserij van aanzienlijk commercieel belang. De soort staat niet op de Rode Lijst van de IUCN.